# Паолелла, Доменико
Доме́нико Паоле́лла (итал. Domenico Paolella; 15 октября 1915, Фоджа, Апулия — 7 октября 2002, Рим) — итальянский режиссёр, сценарист, продюсер. Один из самых плодовитых итальянских режиссёров. В творчестве использовал псевдонимы — Паоло Доминичи и Пол Флеминг.

## Биография
Начинал как сценарист и помощник режиссёра. Дебютировал в 1930-х годах, участвуя в съёмках популярных и музыкальных фильмов (в жанре musicarello).
С 1935 по 1937 год занимался экспериментальным кино.
Во время Второй мировой войны был военным корреспондентом на Восточном фронте в СССР. После окончания войны стал художественным руководителем и редактором новостной рубрики газеты La Settimana Incom, делал репортажи как в Италии, так и за рубежом. 
Снимал документальные фильмы, включая «La tragedia dell’Etna», который был награждён в конкурсе короткометражных (до 15 минут хронометража) фильмов на Каннского кинофестиваля в 1951 году.
С 1950-х годов, в основном, снимал музыкальное кино и фильмы в жанре пеплум, а также вестерны, шпионские и эротические фильмы.

## Награды
- Золотая пальмовая ветвь за короткометражный фильм Каннского кинофестиваля (1951)

## Избранная фильмография
- 1979 — Красавцы и уродцы будут всегда / Belli e brutti ridono tutti
- 1979 — Трое под простынёй / Tre sotto il lenzuolo
- 1979 — Гардения, палач из преступного мира / Gardenia, il giustiziere della mala
- 1977 — Полиция и поражение / La polizia è sconfitta
- 1974 — Жертва / La preda
- 1973 — История уединенной монахини / Storia di una monaca di clausura
- 1973 — Монахини из Сант-Арканджело / Le monache di Sant’Arcangelo
- 1970 — Девушка священника / La ragazza del prete
- 1968 — Расправа / Execution
- 1967 — Око за око / Odio per odio
- 1965 — Агент S 03: Операция Атлантида / Agente S 03: Operazione Atlantide
- 1965 — Гладиатор, бросивший вызов Империи / Il gladiatore che sfidò l’impero
- 1965 — Голиаф покоряет Багдад  /Golia alla conquista di Bagdad
- 1964 — Геркулес против тиранов Вавилона / Ercole contro i tiranni di Babilonia
- 1964 — Мацист в аду Чингисхана / Maciste nell’inferno di Gengis Khan
- 1963 — Мацист против монголов / Maciste contro i Mongoli
- 1963 — Maskenball bei Scotland Yard
- 1962 — Вчерашние песни, сегодняшние песни, завтрашние песни / Canzoni di ieri, canzoni di oggi, canzoni di domani
- 1962 — Урсус, восставший гладиатор / Ursus, il gladiatore ribelle
- 1962 — Узницы острова Дьявола / Le prigioniere dell’isola del diavolo
- 1962 — Мацист против шейха / Maciste contro lo sceicco
- 1962 — Палач морей / Il giustiziere dei mari
- 1961 — Тайна Черного Ястреба / Il segreto dello sparviero nero
- 1961 — Ужас морей / Il terrore dei mari
- 1960 — Madri pericolose
- 1960 — I Teddy boys della canzone
- 1960 — Пираты побережья / I pirati della costa
- 1959 — Destinazione Sanremo
- 1956 — Пункт назначения Дождинело / Destinazione Piovarolo
- 1955 — Песни всей Италии / Canzoni di tutta Italia
- 1955 — Красное и чёрное / Rosso e nero
- 1955 — Мужество / Il coraggio
- 1954 — Песни середины века / Canzoni di mezzo secolo
- 1954 — Большое разнообразие / Gran varietà
- 1953 — Песни, песни, песни / Canzoni, canzoni, canzoni
- 1952 — Вор в раю / Un ladro in paradiso
- 1951 — Извержение вулкана Этна / L’Eruption de l’Etna (короткометражный)
- 1940 — Gli ultimi della strada
- 1951 — Fantasmi a Cinecittà (короткометражный)

Сценарист
- 1994 — Шанс / La chance
- 1993 — Высокий риск / Alto rischio
- 1993 — Берлин-39 / Berlin '39
- 1992 — Части тела / Body Puzzle
- 1977 — Полиция и поражение / La polizia è sconfitta
- 1974 — Жертва / La preda
- 1973 — История уединенной монахини / Storia di una monaca di clausura
- 1973 — Монахини из Сант-Арканджело / Le monache di Sant’Arcangelo
- 1970 — Девушка священника / La ragazza del prete
- 1968 — Il sole è di tutti
- 1968 — Расправа / Execution
- 1967 — Адский луч / Il raggio infernale
- 1967 — Око за око / Odio per odio
- 1965 — Агент S 03: Операция Атлантида / Agente S 03: Operazione Atlantide
- 1965 — Гладиатор, бросивший вызов Империи / Il gladiatore che sfidò l’impero
- 1965 — Golia alla conquista di Bagdad
- 1964 — Геркулес против тиранов Вавилона / Ercole contro i tiranni di Babilonia
- 1964 — Мацист в аду Чингисхана / Maciste nell’inferno di Gengis Khan
- 1963 — Мацист против монголов / Maciste contro i Mongoli
- 1962 — Урсус, восставший гладиатор / Ursus, il gladiatore ribelle
- 1962 — Узницы острова Дьявола / Le prigioniere dell’isola del diavolo
- 1962 — Мацист против шейха / Maciste contro lo sceicco
- 1962 — Палач морей / Il giustiziere dei mari
- 1961 — Тайна Черного Ястреба / Il segreto dello sparviero nero
- 1960 — Madri pericolose
- 1960 — I Teddy boys della canzone
- 1954 — Большое разнообразие / Gran varietà
- 1953 — Песни, песни, песни / Canzoni, canzoni, canzoni
- 1940 — Gli ultimi della strada
- 1940 — Fantasmi a Cinecittà (короткометражный)
- 1940 — L’ebbrezza del cielo

Продюсер
- 1961 — Ужас морей / Il terrore dei mari